# Electronic Arts
Denne side handler om den amerikanske spilproducent. For alternative betydninger, se Ea.
Electronic Arts, ofte forkortet EA, er et amerikansk firma der laver spil til Mac og PC samt Nintendos, Sonys og Microsofts konsoller.
Firmaet blev grundlagt 28. maj 1982 af Trip Hawkins og virksomheden var en pioner i den tidlige computerspilindustri og var bemærkelsesværdig for at fremme designernes og programmørernes ansvar i deres spil. I marts 2018 er Electronic Arts det næststørste spillefirma i Amerika og Europa ved omsætning og markedsværdi efter Blizzard og foran Take-Two Interactive og Ubisoft.
Electronic Arts står blandt andet bag spillene The Sims, FIFA-serien, Need for Speed-serien, Battlefield-serien og Spore, Dragon Age-serien, Crysis-serien og SimCity-serien.
I øjeblikket udvikler (2018) og udgiver EA spil, herunder EA Sports titler FIFA, Madden NFL, NHL, NCAA Football, NBA Live og SSX. Andre EA-etablerede franchises inkluderer Battlefield, Need for Speed, The Sims, æresmedlem, Command & Conquer, samt nyere franchise som Crysis, Dead Space, Mass Effect, Dragon Age, Army of Two, Titanfall og Star Wars: Knights i Den Gamle Republik, produceret i samarbejde med LucasArts. EA ejer og driver også store spilstudier som EA Tiburon i Orlando, EA Vancouver i Burnaby, BioWare i Edmonton samt Austin og DICE i Sverige og Los Angeles.